# Yaël Mouanga
Yaël Mouanga Boudzoumou (* 23. Juli 2005 in Créteil) ist ein französisch-kongolesischer Fußballspieler, der aktuell beim HSC Montpellier in der Ligue 1 spielt.

## Karriere
Mouanga spielte bis 2024 im Jugendleistungszentrum von Girondins Bordeaux. In der Saison 2020/21 absolvierte er seine ersten Spiele für die B-Junioren in der Championnat National U17. In der Folgesaison kam er auch schon in der A-Jugend in der Liga und im Pokal zu Spielzeiten. Zudem spielte er dreimal für die fünftklassige Zweitmannschaft der Herren. In der Saison 2022/23 war er Stammspieler im Reserveteam, kam aber sporadisch noch zu Einsätzen für die U19-Mannschaft und stand auch schon bei den Profis in der Coupe de France im Kader. Am vorletzten Spieltag der Saison 2023/24 debütierte Mouanga nach später Einwechslung für Yohan Cassubie bei einer 2:4-Niederlage gegen die US Concarneau für die Profimannschaft in der Ligue 2. Dies blieb neben Fünftligaspielen sein einziger Saisoneinsatz.
Im August 2024 wechselte Mouanga ablösefrei zum französischen Erstligisten HSC Montpellier, nachdem Girondins Bordeaux den Zwangsabstieg in die National 2 hinnehmen musste. Hier war er zunächst auch für das Zweitteam in der National 3 eingeplant, debütierte jedoch bereits am neunten Spieltag in der Startelf gegen den FC Toulouse, als er mit seinem neuen Team 0:3 verlor. Von seinem Trainer Jean-Louis Gasset wurde er gelobt und ihm viel Potential zugesprochen, was zu weiteren Berufungen und Einsätzen führte.